# Alastomansaari
Alastomansaari är en ö i Finland. Den ligger i sjön Rikkavesi och i kommunen Kaavi i den ekonomiska regionen  Nordöstra Savolax ekonomiska region  och landskapet Norra Savolax, i den centrala delen av landet, 400 km nordost om huvudstaden Helsingfors. Öns area är 4,6 hektar och dess största längd är 410 meter i sydöst-nordvästlig riktning.